# 小行星8062
小行星8062（英語：8062 Okhotsymskij）是一颗围绕太阳公转的小行星。1977年3月13日，尼古拉·切爾尼赫在克里米亚发现了此天体。
这颗小行星的绝对星等为155.65353等。